# 伊勢電気鉄道デハニ231形電車
伊勢電気鉄道デハニ231形電車（いせでんきてつどうデハニ231がたでんしゃ）とは、近畿日本鉄道（近鉄）名古屋線の前身の一つである伊勢電気鉄道（伊勢電）が、1930年に導入した電車である。
なお本項では、基本設計が共通する制御車であるクハ471形についても記述する。

## 登場までの経緯
伊勢電気鉄道（伊勢電）の前身である「伊勢鉄道」（現存の第三セクター鉄道である伊勢鉄道とは別の企業）は、大正時代初期に開業した。三重県内の主要都市である四日市・津間は、国鉄線が建設時の経緯から亀山を経由する遠回りなルートを採っていたことから、これを短絡する目的で設立されたものである。当初は蒸気動力の中小鉄道会社であった。
ところが、1926年に社名を「伊勢電気鉄道」と変更して電化を行ったのを皮切りに、地元の名家出身で東海地方各地で辣腕を振るい、「東海の飛将軍」と呼ばれた有力実業家・熊沢一衛（1877年 - 1940年）が新たに社長に就任すると、さらなる社業拡張を目論み、名古屋と伊勢への延伸を図った。
当時、伊勢へは現在の近鉄の直系母体会社である大阪電気軌道（大軌）の子会社である参宮急行電鉄（参急）が大阪からの新線（現、近鉄大阪線・近鉄山田線）建設を計画していた。伊勢電ではそれへの対抗意識もあり、津（部田駅・津新地駅）から松阪（新松阪駅）を経て伊勢の大神宮前駅（伊勢神宮外宮付近）に至るまでの路線を、参急線の開業（1930年12月20日全通）と同じ1930年12月25日に全線開業させた。
また、名古屋方面への延長も当初1919年6月18日付けで桑名延長線の免許申請を行っていたが、こちらも養老電気鉄道（現・養老鉄道養老線）との競願となり、養老電鉄が同年12月3日付けで免許を交付されて伊勢電側の申請は却下された。
だが、幸か不幸か養老電鉄はこの直後に揖斐川電気と合併し、その延長線建設に対する意欲を失ってしまった。このことを察知した伊勢電は、再度免許申請を行っても却下される公算が大きいとの判断もあって、揖斐川電気との間で免許線についてねばり強く交渉を行い、1926年9月22日に桑名延長線の免許の譲受に成功し、1929年1月30日に桑名までの全線を開業した。
この1929年から1930年にかけての大々的な路線延長に際し、本線とされた桑名－大神宮前間82.9kmの区間で高速運転を行うための優等車として製造されたのが、クハ471形とデハニ231形であった。結果としてこのグループは伊勢電最後の新製車両となった。

## 概要
手小荷物室付制御電動車のデハニ231形と、名古屋向き制御車のクハ471形の2形式15両よりなる。全車とも名古屋の日本車輌製造本店製である。
デハニ231形は前述した本線直通列車用として、1930年4月1日の新松阪延長時と同年12月25日の大神宮前延長時の2回に分け、以下の12両が製造された。
- 1929年11月13日設計認可申請グループ

デハニ231形デハニ231 - デハニ236
1930年2月9日竣工。
- 1930年9月20日増備届出グループ

デハニ231形デハニ237・デハニ238
1930年11月26日竣工
デハニ231形デハニ239・デハニ240
1930年12月14日竣工
デハニ231形デハニ241・デハニ242
1930年12月20日竣工
クハ471形はデハニ231形と連結して使用される便所付きの制御車として、以下の3両が製造された。
クハ471形クハ471 - クハ473
1930年3月19日竣工
なお、クハ471形の製作数が少ないが、これは設計当時の伊勢電気鉄道線の輸送需要から単行運転の機会が多く、また既存のクハ451形3両を、デハニ231形と連結運転が可能なように改造していたためである。

## 車体
両形式とも、既存のデハニ201形に始まる伊勢電の200番台電動車グループと共通の、17m級半鋼製車体を備える。
車体のエクステリアデザインは、同じく日本車輌製造本店が手がけた先行形式であるデハニ221形（1928年）のそれを基本としている。特に奇をてらうところはなく、直線基調の大人しい形態や浅めの屋根、貫通路を備えるフラットな前面形状などを備え、幕板がやや広く古風だが、モハニ221形に比して側窓寸法が少し拡大されたことで、個性的な均衡を保ったデザインとなっている。
窓配置はデハニ231形が2D(1)7(1)D(1)D'1（D：客用扉、D'荷物扉、(1)：戸袋窓、数字：窓数）、クハ471形が2D(1)8(1)D2で、デハニ231形は両端に運転台を備える両運転台式、クハ471形は名古屋寄りに運転台を備える片運転台式であるが、全室式の乗務員室には、いずれも乗務員扉が設置されていない。
また、クハ471形については既存の制御車2形式と同様、伊勢電が買収した旧養老電鉄線から直通する伊勢参詣列車運用や、来るべき名古屋－大神宮前間全通時の直通運転などの長距離列車運行に備え、大神宮前寄り連結面側車端部に便所と洗面所が設けられている。
座席は桑名－大神宮前間のロングラン運用に備え、客用扉間の側窓のうち、両端の各1枚を除く7枚（デハニ231形）あるいは8枚（クハ471形）分の区画に転換クロスシートを設置する、セミクロスシート構成である。

## 主要機器
先行するデハニ221形と同様、主電動機や制御器などの電装品に東洋電機製造の製品を採用する。
伊勢電本線は伊勢湾沿いの平野部を縦断する平坦線であり、概して直線主体の良好な路線条件を備える、地方私鉄としては異例の高速路線であった。例外は四日市駅前後や津市内の急カーブ区間を含む津新地 - 四日市間と、沿線の陸軍明野飛行場との兼ね合いで陸軍省の意向により経路変更を強いられた新松阪周辺の一部に過ぎない。津以南の大神宮前延長線はことに高規格で、全線複線、築堤等による立体交差も多用されていた。
本形式の主要機器はそのことを踏まえて設計されており、優等列車の高速運転にフォーカスした構成となっていた。

### 主電動機
主電動機は140馬力級吊り掛け式電動機である東洋電機製造TDK-528-Cを各台車に2基ずつ計4基装架する。
東洋電機は、大正時代の創業当初はイギリス・イングリッシュ・エレクトリック(EE)社の設計になるモーターや制御器をライセンス生産していたが、昭和初期以降は単純なライセンス生産を脱し、競合する大手重電メーカーに比肩しうる意欲的な製品を自力開発するようになっていた。この頃同社が開発した新京阪鉄道P-6形向け標準軌用「TDK-527-A」（1927年）、阪和電気鉄道モタ300・モヨ100形向け狭軌用「TDK-529-A」（1929年）の2種のモーターは、何れも200馬力という、当時の日本製電車用モーターとしては未曾有の大出力を達成した。一方、これらの間に挟まって1928年に開発された狭軌用の中出力モーター「TDK-528」系は、出力こそTDK-527・TDK-529に及ばなかったものの、その絶妙な設計バランスから、商業的には遙かに大きな成功を収めたことで知られている。

### 制御器・台車・ブレーキ
その他の主要機器については、在来車の手法を踏襲しつつ高速運転に対応すべく改良を施した、手堅い構成としている。制御器はEE社の「デッカー・システム」の系譜に連なる東洋電機製造ES-517-A電動カム軸式自動加速制御器で、これは当時京阪電鉄が標準品として採用していた、当時最新鋭の制御器であった。また、台車は日車製D16平鋼リベット組立式イコライザー台車で、これは当時の日車の規格品でユーザー各社から高評価を得ていた製品であった。ブレーキは当時の定石通り自動空気ブレーキが採用されたが、モハニ221形までのJ三動弁によるAVRブレーキやM三動弁によるMブレーキ（AMMブレーキ）から、階段緩め機能の強化などで応答性などの基本性能が大幅に向上した、A動作弁によるAブレーキ（AMA・ACAブレーキ）に進化しており、機能的には6両編成での運用も可能であった。

## 運用

### 伊勢電時代
1930年の大神宮前延長に際し、デハニ231形とクハ471形は伊勢電の急行に投入されて運用を開始し、桑名－大神宮前間を1時間45分で走破した。1935年には特急「はつひ」・「かみち」の運行を開始し、同区間の所要時間を1時間25分に短縮した。
その間、1932年3月26日付で電動車の形式称号の記号が変更され、以下の通り改称されている。
デハニ231形デハニ231 - デハニ242 → モハニ231形モハニ231 - 242
しかし、伊勢電は積極的な拡大策が仇となって多額の負債を抱えていた。1932年には同社の主要取引先で、社長の熊沢が頭取を兼任していた地元の四日市銀行（現在の三重銀行の前身）が取り付け騒ぎなどを起こして資金繰りが悪化し、破綻状態となった。さらに熊沢がその責任を取って伊勢電・四日市銀行の両社から退いたため、ついに伊勢電は銀行管理会社に陥ってしまう。
その結果、愛知県を代表する私鉄の名岐鉄道（名古屋鉄道の前身の一つで、名古屋以北の各線を建設した会社）と参急による伊勢電争奪戦が起こる。最終的に伊勢電は1936年に参急へ合併され、伊勢電本線は同社の伊勢線となった。

### 参急時代から終戦まで
参急との合併後、特急などは伊勢電時代のまま継続して運行することが決められ、参急・伊勢電両社の悲願でもあった名古屋への延伸は同社系列の関西急行電鉄（関急電）の手によって行われることになり、1938年に開業した。モハニ231形・クハ471形は、関急電・参急線の急行から普通まで広範な列車で運用されるようになった。
なお、参急との合併前の時点で落雷により焼損、休車となっていたモハニ238は、1938年5月に関急電モハ1形の図面に従って車体を日本車輌製造本店で新造、再利用可能であった機器と組み合わせられ、モハ231形モハ238として復旧した。さらに事故で車体を損傷したモハニ231の復旧の際には、同車の台枠と機器を流用し、台枠寸法と原設計の辻褄を合わせるために車体端部の寸法拡大を行った以外は関急電モハ1形と同一の車体を1939年にやはり日本車輌製造で新造し、モハ231形モハ231としている。これらは関急電モハ1形相当の車体となったため、手小荷物室は設置されていない。また、関急電モハ1形と共通の車体デザインではあったが、ダークグリーン一色塗りのモハ1形に対してこれらのモハ231形では伊勢電気鉄道以来のイムペリアル・スカーレット一色塗りとされ、復旧前と同様にモハニ231形のグループと区別されることなく混用された。
モハニ231形モハニ231・モハニ238 → モハ231形モハ231・モハ238
その後、1940年に関急電が参急へ合併され、さらに1941年に参急と大軌が合併して関西急行鉄道（関急）になると、車両番号整理のため以下の通り改番された。
モハニ231形モハニ232 - モハニ237・モハニ239 - モハニ242 → モニ6231形モニ6231 - モニ6240
モハ231形モハ231・モハ238 → モ6241形モ6241・モ6242
クハ471形クハ471 - クハ473 → ク6471形ク6471 - ク6473
戦時体制下では、混雑がひどくなったことからクロスシートの一部が撤去された。また従業員の多くが徴兵されたことや資材不足により、保守もままならない状態になったことで故障も続出するようになった。

### 名古屋線特急
1944年、関西急行鉄道と南海鉄道が合併して近畿日本鉄道が発足。1947年10月には上本町駅（現・大阪上本町駅） - 近畿日本名古屋駅（現・近鉄名古屋駅）間で名阪有料特急の運転が開始された。
この当時、近鉄名古屋線は伊勢電時代からの名残で軌間1,067mm、近鉄大阪線は大軌時代からの伝統で軌間1,435mmを採用しており、両線の直通運転ができないことから車両も別のものを用意する必要があった。大阪線では参急が製造した2200系電車を改装して投入し、一方の名古屋線では関急電の製造したモ6301形（元・モハ1形）を使用することになったものの、同車にはトイレが無かったため、トイレ付きのク6471形も改装して特急で使用されることになった。なお、モニ6231形はモ6301形より出力は大きかったが、荷物室があり客室面積が狭いことや、乗務員扉が無かったことから特急車の選定からは外されている。
これに伴い、特急用として選ばれたク6471・ク6472の2両はそれまでのこげ茶色塗装から、窓より上の部分がレモンイエロー、下の部分がライトブルーの塗装に改められた。その後もう1両が特急増発のため特急仕様に改装されたが、1953年に後継となる6421系が登場すると2両が一般車に格下げされ、1957年にはシートラジオ受信機が取り付けられたものの、非冷房であることから予備車として扱われた。最終的には1961年に10100系（ビスタII世）が登場したことで、一般車に格下げされた。

### 制御車化
戦後、モニ6231形は荷物室の装備や乗務員扉を持たない形態が災いし、運用しにくいことから次第に疎まれるようになった。しかし、平坦線用としては余裕のある104kW級電動機を装備していたことから、1958年にはモーター・台車など走行機器を流用して新造の20m級軽量車体と組み合わせた6441系を増備し、名古屋線の輸送力増強に充てることになった。
まず、1958年にモニ6236 - モニ6240の5両が電装品と台車を6441系へ供出、4両は吉野鉄道ホハ11形由来のクニ5421形（初代）3両と同じく吉野鉄道ホハニ111形由来のクニ5431からTR10を流用、1両は発生品のD16台車を装着して以下の通り改番され、それぞれ養老線に転用された。
モニ6231形モニ6236 - モニ6239 → クニ5421形（2代）クニ5421 - クニ5424
モニ6231形モニ6240 → クニ6240形クニ6240
1960年にはやはり吉野鉄道テハ1形由来の木造車であるク5153の代替としてクニ6240が伊賀線へ転用され、以下の通り改番された。
クニ6240形クニ6240 → クニ5360形クニ5361
残ったモニ6231形・モ6241形とク6471形は、1959年に実施された名古屋線の1,435mm軌間への改軌に合わせて台車交換が実施され、モニ6231形とモ6421形は新造品の近畿車輛KD-31Cシュリーレン式台車へ交換されたが、翌1960年には残りのモニ6231形の主電動機を全て6441系の増備に転用することになり、モニ6231形はここで形式消滅となった。
モニ6231形モニ6231 - モニ6235 → クニ6481形クニ6481 - クニ6485
この改造に際しては荷物室寄りの運転台のみを残して片運転台化され、制御器は日立製作所MMCへ、台車は改軌時に不要となった日本車輌製造D16を改軌・再整備したD16Bが装着されている。
なお、この内クニ6485は再度狭軌化されて養老線へ転用されることになり、以下の通り改番されている。
クニ6481形クニ6485 → クニ5421形（3代）クニ5421

### 南大阪線「かもしか」号
1960年、養老線に転じていたクニ5421形（2代）の4両を狭軌線の南大阪線における有料特急「かもしか」号（大阪阿部野橋駅－吉野駅）で使用するため、モ5820形（初代）として以下の通り優等列車仕様の電動車に改造された。
クニ5421形（2代）クニ5421 - クニ5424 → モ5820形5821 - 5824
同年5月から南大阪線古市工場で改造工事が施工された。再電動車化にあたっては、主電動機については南大阪線の前身である大阪鉄道（大鉄）が製造したモ5621形5621 - 5624の廃車に伴って捻出された、ウェスティングハウス・エレクトリック社製WH-556-J6が転用されたが、制御器は日立製作所製MMC-HT10A多段電動カム軸式制御器を新造し、1C8M制御方式によるユニット構成とされた。同時に荷物室撤去・片側運転台撤去、客室扉移設・乗務員扉取付けが行われ、内装はアルミデコラ張り、座席はオール転換クロスシートと、戦前をしのぐ水準となった。台車は名古屋線改軌時に余剰化した中古品の日本車輌製造D16イコライザー式台車を装備した。低出力の75kW級モーター搭載という事情もあって全電動車編成となったが、搭載されたWH-556-J6は元々急行用として高回転域での特性に優れる機種であり、旧式の吊りかけ駆動車ではあったが特急運転に必要な走行性能を持っていた。パンタグラフは奇数車に1基のみ搭載された。
塗装も特急色に変更され、2両編成の2本体制で運用されることになり、8月から「かもしか」号運用に就いた。翌1961年には利用不振を理由に「かもしか」が料金不要の快速列車へ格下げされたが、同車は依然として南大阪線で一番の優等列車として運行された。
1965年には大阪・名古屋線系統並みに冷房完備の高性能特急車である16000系電車の新製投入が開始され、これを用いた「吉野特急」が設定された。その結果「かもしか」号は廃止され、モ5820形は一般車に格下げされることになった。5820形は1970年に南大阪線から養老線へ転属することになったが、この際、南大阪線での最終運用を記念して「かもしか」が復活運行された。

### 終焉
モ5820形はその後養老線に転じたが、当初はかもしか号の塗装のまま使用されていた（#外部リンク参照）。一方、1971年には名古屋線に残存していたクニ6481形・モ6241形が同線へ転入する。この際、名古屋線時代から制御車代用とされてモ6242とペアで運用されていたモ6241が正式に電装解除され、制御車となっている。
モ6241形モ6241 → ク6241形ク6241
モ5820形は1974年に南大阪線モ6601形廃車発生品のWH-586-JP5に6601形由来のボールドウィン形台車ごと履き替え措置が行われている。
以後、老朽化の進行により1977年に伊賀線で運用されていたクニ5361が廃車となったのを皮切りに、モハニ231形由来の各車の廃車が順次進められた。最後に残ったのは養老線のモ5820形モ5821・モ5822の2両で、これらは1983年に廃車され、伊勢電気鉄道以来のゆかりの地である塩浜工場で解体された。
一方、ク6471形3両は、特急車となっていた2両が一般車に格下げされた後、1964年には運転台が撤去されてサ6471形となった。
ク6471形ク6471 - ク6473 → サ6471形サ6471 - サ6473
これらはトイレが存置されていたため、改軌後も急行用車両として名古屋線で継続使用され、2610系などの増備に伴って1973年に廃車となるまで活躍した。